# Martin Axenrot
Erik Martin "Axe" Axenrot (ur. 5 marca 1979 w Linköping) – szwedzki perkusista, znany przede wszystkim z występów w zespole Opeth. Do grupy dołączył w 2005 roku zastępując Martina Lopeza, rok później został jej oficjalnym członkiem. W latach 1999–2016 występował w grupie Witchery. Od 2004 roku gra także w grupie Bloodbath w której zastąpił perkusistę Dana Swanö. Axenrot współpracował ponadto z takimi grupami muzycznymi jak Nephenzy Chaos Order, Nifelheim, Triumphator, Morgue, Blasphemous, Funeral Frost oraz Satanic Slaughter w którym grał wraz z bratem Simonem.
Muzyk gra na instrumentach firm: DW, Sabian i Pro-Mark. Axenrot prywatnie związany jest ze szwedzką wokalistką Nathalie Lorichs.

## Wybrana dyskografia
| - Witchery - Symphony for the Devil (2001, Necropolis Records) - Satanic Slaughter - Banished to the Underworld (2002, Black Sun Records) - Bloodbath - Nightmares Made Flesh (2004, Century Media Records) - Witchery - Don't Fear the Reaper (2006, Century Media Records) - Opeth - The Roundhouse Tapes (2007, DVD, Peaceville Records) - Bloodbath - The Wacken Carnage (2008, DVD, Peaceville Records) - Opeth - Watershed (2008, Roadrunner Records) - Bloodbath - Unblessing the Purity (2008, Peaceville Records) |  | - Bloodbath - The Fathomless Mastery (2008, Peaceville Records) - Witchery - Witchkrieg (2010, Century Media Records) - Opeth - In Live Concert at the Royal Albert Hall (2010, DVD, Roadrunner Records) - Bloodbath - Bloodbath Over Bloodstock (2011, DVD, Peaceville Records) - Opeth - Heritage (2011, Roadrunner Records) - Opeth - Pale Communion (2014, Roadrunner Records) - Opeth - Sorceress (2016, Nuclear Blast) |